# Middelloodlijn

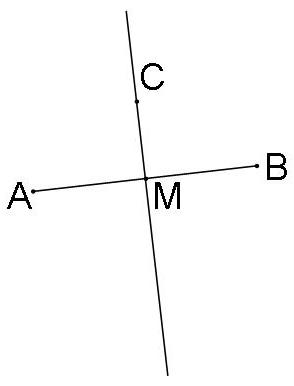
De lijn MC is de middelloodlijn van AB

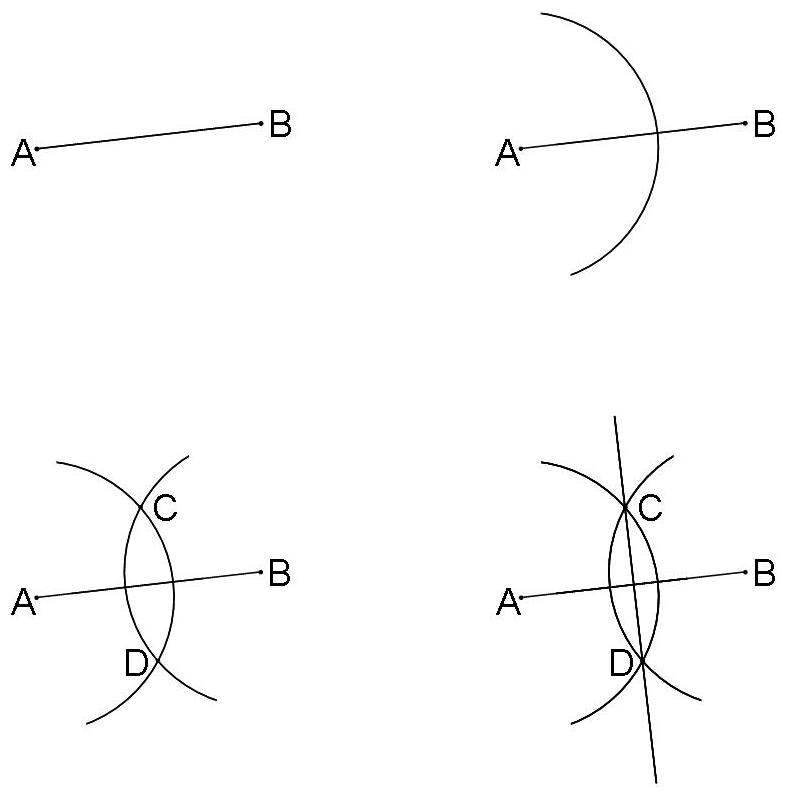
Constructie van de middelloodlijn van AB

Een middelloodlijn van een lijnstuk is de rechte die door het midden van dit lijnstuk gaat en loodrecht staat op dat lijnstuk.

## Alternatieve definitie
De middelloodlijn op het lijnstuk AB is de meetkundige plaats van punten op gelijke afstand van A en B. Men spreekt ook wel van de conflictlijn van A en B.

## Gelijkwaardigheid van de definities
Voor een punt C op de middelloodlijn geldt dat de driehoeken AMC en BMC congruent (ZHZ) zijn, dus zijn AC en BC aan elkaar gelijk.
Omgekeerd geldt voor een punt C dat op gelijke afstanden AC en BC van A en B ligt, dat weer de driehoeken AMC en BMC congruent zijn (ZZZ), zodat CM loodrecht op AB staat.

## Passer- en liniaalconstructie van een middelloodlijn
De constructie van de middelloodlijn op AB met passer en liniaal is gebaseerd op de alternatieve definitie en gaat als volgt:
- Maak met een passer een cirkelboog rond punt A met een straal groter dan de halve afstand AB.
- Maak met de passer een cirkelboog rond punt B zonder de straal van de passer te veranderen. De cirkelbogen snijden elkaar in twee punten (C en D).
- De lijn door C en D is de middelloodlijn op AB.

## Driehoek

Middelloodlijnen in een driehoek

De middelloodlijnen van de zijden van een driehoek ABC gaan door één punt O, het middelpunt van de omgeschreven cirkel van de driehoek, een van de driehoekscentra.